# Клірбрук (Міннесота)
Клірбрук (англ. Clearbrook) — місто (англ. city) в США, в окрузі Клірвотер штату Міннесота. Населення — 464 особи (2020).

## Географія
Клірбрук розташований за координатами 47°41′46″ пн. ш. 95°25′42″ зх. д. / 47.69611° пн. ш. 95.42833° зх. д. (47.696187, -95.428441).  За даними Бюро перепису населення США в 2010 році місто мало площу 1,27 км², уся площа — суходіл. В 2017 році площа становила 1,33 км², уся площа — суходіл.

## Демографія
Згідно з переписом 2010 року, у місті мешкало 518 осіб у 250 домогосподарствах у складі 120 родин. Густота населення становила 409 осіб/км².  Було 280 помешкань (221/км²).
Расовий склад населення:
| - 94,6 % — білих - 3,9 % — корінних американців |

До двох чи більше рас належало 1,5 %. Частка іспаномовних становила 0,8 % від усіх жителів.
За віковим діапазоном населення розподілялося таким чином: 20,5 % — особи молодші 18 років, 46,1 % — особи у віці 18—64 років, 33,4 % — особи у віці 65 років та старші. Медіана віку мешканця становила 50,8 року. На 100 осіб жіночої статі у місті припадало 76,2 чоловіків;  на 100 жінок у віці від 18 років та старших — 65,5 чоловіків також старших 18 років.
Середній дохід на одне домашнє господарство  становив 38 421 долар США (медіана — 29 762), а середній дохід на одну сім'ю — 50 775 доларів (медіана — 41 250). За межею бідності перебувало 23,6 % осіб, у тому числі 21,8 % дітей у віці до 18 років та 35,7 % осіб у віці 65 років та старших.
Цивільне працевлаштоване населення становило 176 осіб. Основні галузі зайнятості: освіта, охорона здоров'я та соціальна допомога — 23,9 %, роздрібна торгівля — 15,3 %, виробництво — 13,6 %, будівництво — 11,9 %.